# Karen Heinrich
Karen Heinrich (* 15. August 1968 in West-Staaken) ist eine ehemalige deutsche Handballspielerin. Sie wurde 1993 mit der deutschen Nationalmannschaft Weltmeisterin.

## Vereinskarriere
Die 1,87 Meter große Aufbauspielerin wurde auf der Position linker Rückraum eingesetzt. Sie begann mit dem Handballspielen bei der BSG Motor Falkensee. Sie spielte für den ASK Vorwärts Frankfurt und dessen Nachfolger Frankfurter Handball Club. Mit den Frankfurterinnen wurde sie 1986, 1987 und 1990 und gewann 1990 den IHF-Pokal.

## Nationalmannschaft
Mit der Frauen-Handballnationalmannschaft der DDR wurde sie 1990 Dritte bei der Weltmeisterschaft. Bei der Weltmeisterschaft 1993 wurde sie mit der deutschen Nationalmannschaft Weltmeisterin. Sie erzielte 71 Treffer in 64 Länderspielen.